# Diócesis de Phú Cuong
La diócesis de Phú Cuong (en latín: Dioecesis Phucuongen(sis) y en vietnamita: Giáo phận Phú Cường) es una circunscripción eclesiástica latina de la Iglesia católica en Vietnam, sufragánea de la arquidiócesis de Ho Chi Minh. La diócesis tiene al obispo Joseph Nguyên Tân Tuóc como su ordinario desde el 30 de junio de 2012. 

## Territorio y organización
La diócesis tiene 9543 km² y extiende su jurisdicción sobre los fieles católicos de rito latino residentes en las provincias de Tây Ninh y Bình Dương (excepto la ciudad de Dĩ An), en la provincia de Bình Phước los distritos de Bình Long, Hớn Quản, Chơn Thành y Lộc Ninh, una parte del distrito de Bù Đốp de la provincia de Bình Phước y el distrito de Củ Chi de la Ciudad Ho Chi Minh.
La sede de la diócesis se encuentra en la ciudad de Thủ Dầu Một, en donde se halla la Catedral del Sagrado Corazón de Jesús.
En 2019 en la diócesis existían 107 parroquias.

## Historia
La diócesis fue erigida el 14 de octubre de 1965 con la bula In animo Nostro del papa Pablo VI, obteniendo el territorio de la arquidiócesis de Saigón (hoy arquidiócesis de Ho Chi Minh).

## Estadísticas
De acuerdo al Anuario Pontificio 2020 la diócesis tenía a fines de 2019 un total de 154 871 fieles bautizados.
| Año                                                                             | Población            | Población | Población      | Sacerdotes | Sacerdotes    | Sacerdotes    | Bautizados por sacerdote | Diáconos permanentes | Religiosos | Religiosos | Parroquias |
| Año                                                                             | Bautizados católicos | Total     | % de católicos | Total      | Clero secular | Clero regular | Bautizados por sacerdote | Diáconos permanentes | Varones    | Mujeres    | Parroquias |
| ------------------------------------------------------------------------------- | -------------------- | --------- | -------------- | ---------- | ------------- | ------------- | ------------------------ | -------------------- | ---------- | ---------- | ---------- |
| 1970                                                                            | 51 708               | 726 619   | 7.1            | 63         | 57            | 6             | 820                      |                      | 11         | 116        | 17         |
| 1974                                                                            | 50 494               | 887 056   | 5.7            | 56         | 52            | 4             | 901                      |                      | 35         | 171        | 14         |
| 1995                                                                            | 84 994               | 2 000     | 4.2            | 66         | 65            | 1             | 1287                     | 5                    | 12         | 67         | 68         |
| 1999                                                                            | 103 563              | 2 150 000 | 4.8            | 69         | 64            | 5             | 1500                     |                      | 32         | 173        | 58         |
| 2003                                                                            | 111 311              | 2 311 404 | 4.8            | 101        | 91            | 10            | 1102                     |                      | 59         | 213        | 64         |
| 2004                                                                            | 113 238              | 2 240 857 | 5.1            | 101        | 91            | 10            | 1121                     |                      | 48         | 184        | 64         |
| 2013                                                                            | 141 239              | 2 953 937 | 4.8            | 161        | 121           | 40            | 877                      |                      | 192        | 577        | 96         |
| 2016                                                                            | 144 222              | 3 356 000 | 4.3            | 160        | 133           | 27            | 901                      |                      | 451        | 664        | 103        |
| 2019                                                                            | 154 871              | 4 037 500 | 3.8            | 162        | 135           | 27            | 955                      |                      | 436        | 794        | 107        |
| Fuente: Catholic-Hierarchy, que a su vez toma los datos del Anuario Pontificio. |                      |           |                |            |               |               |                          |                      |            |            |            |

## Episcopologio
- Joseph Pham Van Thiên † (14 de octubre de 1965-10 de mayo de 1993 retirado)
- Louis Hà Kim Danh † (10 de mayo de 1993 por sucesión-22 de febrero de 1995 falleció)
  - Sede vacante (1995-1998)
- Pierre Trân Ðinh Tu (5 de noviembre de 1998-30 de junio de 2012 retirado)
- Joseph Nguyên Tân Tuóc, por sucesión el 30 de junio de 2012